# (19172) 1991 FC4
(19172) 1991 FC4 là một tiểu hành tinh vành đai chính. Nó được phát hiện bởi Henri Debehogne ở Đài thiên văn La Silla ở Chile ngày 22 tháng 3 năm 1991.